# بوصير أطلسي
البوصير الأطلسي (باللاتينية: Verbascum atlanticum) نوع نباتي يتبع جنس البوصير من الفصيلة الغدبية.

## الموئل والانتشار
موطنه المغرب العربي.